# 高田晴夫
髙田 晴夫(たかだ はるお、1899年9月9日 - 1975年3月)は、東京都出身の舞踊家。本名は山田浩(やまだ ひろし)。鹿児島県にて独自の流派を立ち上げ、戦前の舞踊界に一石を投じた。佳卓流家元の佳卓は孫にあたる。

## 来歴
明治32年9月9日東京都品川区生まれ。
旧士族の家に生まれるが、舞踊を志し20代半ばにて単身渡米。現地にてバレエ、ジャズなどのダンスは勿論、なかでもタップダンスに強く刺激を受け、現地ダンサーよりその技術を習得。
帰国後、芸名 髙田晴夫を名乗り、アメリカ仕込みのダンスと日本舞踊とを融合させた独自の世界を創造し、舞踊家活動を始める。
その後、東京から福岡博多を経て鹿児島へ移住し、鹿児島市内にて舞踊教室を開設。門下生の育成も隆盛になったため、流派を立ち上げるに際して、自身の芸名からとって『髙晴会』と名乗る。
同時期に少女世代の門下生のみで形成した『髙田舞踊団』も春秋の定期公演を行い、当時の流行歌や唱歌を題材とした創作舞踊などでの人気とも相まって、当時を知る者からは「本当に憧れの的だった」と語られる。
宝塚歌劇団を目指す少女たちの予備校的位置づけもされていた。その中には有馬稲子の名前もある。
また、地元の名士でもあったため、双葉山の地元後援会長も勤めた。
太平洋戦争の影響にて稽古場等も軍に接収された事から活動の縮小を余儀なくされる。
華やかな時代から一転戦後は病に伏せがちとなり、ほとんどを病院にて送るものの、院内でも舞踊の指導を行っていた。
昭和50年3月74歳で逝去。